# José Miguel de la Carrera y Elguea
José Miguel de la Carrera y Elguea (Santiago, Imperio Español, 15 de julio de 1674-10 de octubre de 1720, Santiago, Imperio Español) fue un político chileno de ascendencia española, hijo de Juan Ignacio de la Carrera Yturgoyen y Catalina Ortiz de Elguea. Ejerció como Maestre de Campo y teniente general del Reino de España.
Además fue padre de Ignacio de la Carrera y Ureta, también de ser alcalde de Santiago en 1716.